# Pycnocomon rutifolium
Pycnocomon rutifolium — вид квіткових рослин родини Жимолостеві (Caprifoliaceae).

## Опис
Багаторічна трава. Стебла прямовисні, до 150 см, рясно розгалужені у верхній частині. Прикореневі листки до 190 × 40 мм. Квіткові голови (9)12–28(30) мм під час цвітіння. Віночок 7–15 мм, білий або жовтувато-білий. Цвіте з квітня по жовтень (листопад).

## Поширення
Населяє піщані ґрунти заходу середземноморського регіону.